# Foum Gleita
Foum Gleita este o comună din departamentul M'Bout, Regiunea Gorgol, Mauritania, cu o populație de 10.220 locuitori.